# هرادون دپینارس
هرادن د پینارس دهستانی در استان آبیلای اسپانیا است.
در این دهستان ۴۷۳ نفر زندگی می‌کنند. مساحت این دهستان ۴۸٫۶۰ کیلومتر مربع است.